# Майлишат
Майлиша́т (каз. Майлышат) — село у складі Алакольського району Жетисуської області Казахстану. Входить до складу Акжарського сільського округу.
У радянські часи село називалось Мальчат.
Населення — 33 особи (2021; 72 у 2009, 193 у 1999, 75 у 1989).